# Marusja Lubczewa
Marusja Iwanowa Lubczewa, bułg. Маруся Иванова Любчева (ur. 20 lipca 1949 w Mitrowci) – bułgarska polityk, deputowana do Parlamentu Europejskiego (2007–2009, 2013–2014).

## Życiorys
W 1972 uzyskała dyplom ukończenia studiów wyższych w zakresie chemii. Została doktorantką na Uniwersytecie im. Asena Złatarowa w Burgasie, pracę doktorską obroniła w 1977. W 1987 powołana na stanowisko profesora. Na macierzystej uczelni pełniła funkcje dziekana (1989–1993) i kierownika katedry (1993–1995).
Pełniła funkcję radnej Burgasu, a w latach 1995–2005 zastępcy burmistrza tej miejscowości. W 2005 została posłanką do Zgromadzenia Narodowego 40. kadencji z ramienia Bułgarskiej Partii Socjalistycznej.
1 stycznia 2007 objęła obowiązki eurodeputowanej, a w maju 2007 została wybrana na tę funkcję w wyborach powszechnych. Wchodziła w skład Grupy Socjalistycznej, pracowała w Komisji Handlu Międzynarodowego oraz w Komisji Kontroli Budżetowej. W PE zasiadała do 13 lipca 2009. Powróciła do niego w trakcie VII kadencji 7 czerwca 2013, zastępując Kristiana Wigenina.